# Marko Tomićević
Marko Tomićević (cyr. Марко Томићевић, ur. 19 kwietnia 1990 w Bečeju) – serbski kajakarz. Srebrny medalista olimpijski z Rio de Janeiro.
Zawody w 2016 były jego drugimi igrzyskami olimpijskimi, debiutował w 2012. Po medal sięgnął w rywalizacji kajakowych dwójek na dystansie 1000 metrów, partnerował mu Milenko Zorić. W tej konkurencji zdobył cztery medale mistrzostw świata: złoto w 2017 oraz brąz w 2014, 2015 i 2018. Na mistrzostwach Europy sięgnął po złoto w 2018, srebro w 2017 i brąz w 2016.